# Norsholmen

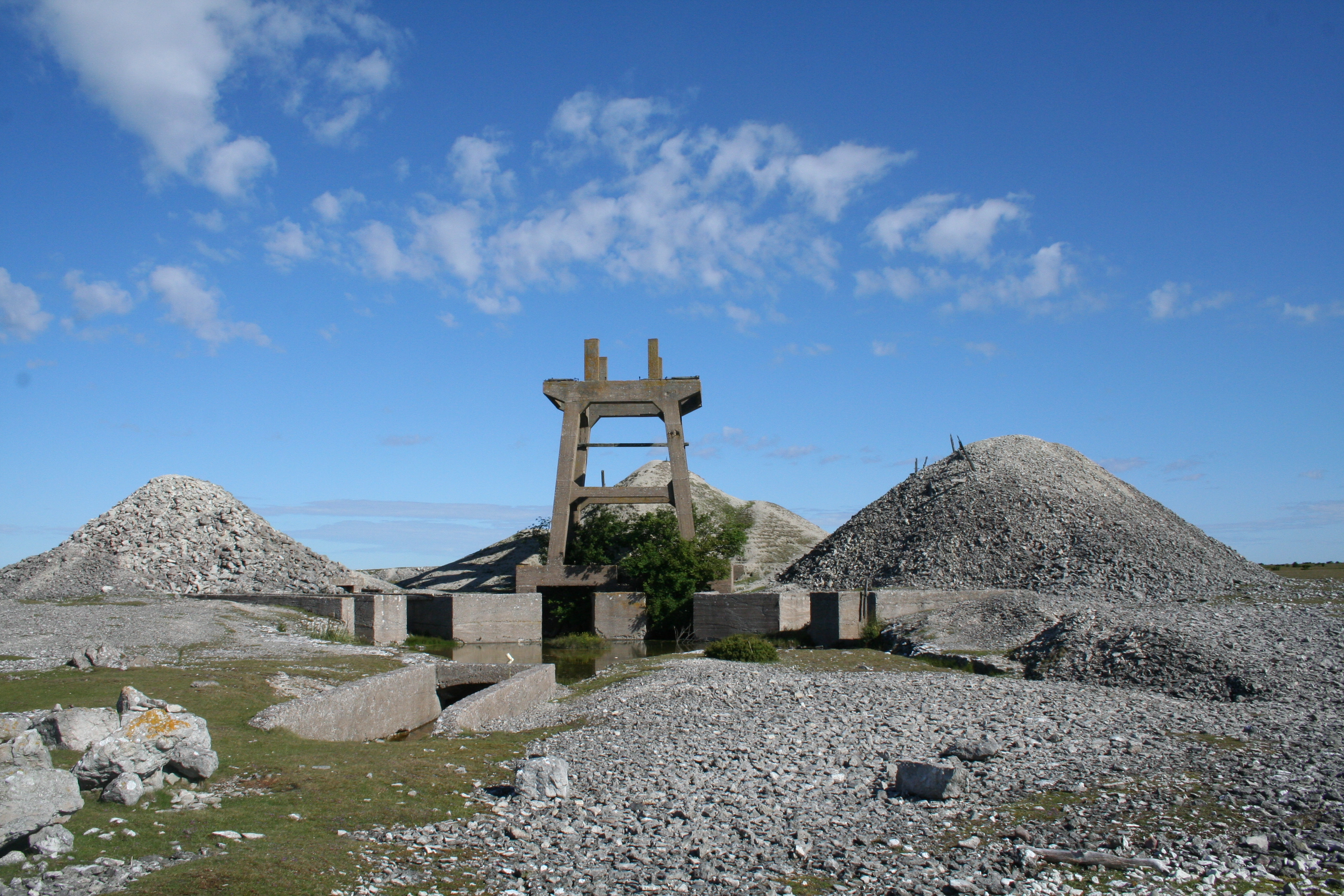
Industrieruinen auf Norsholmen

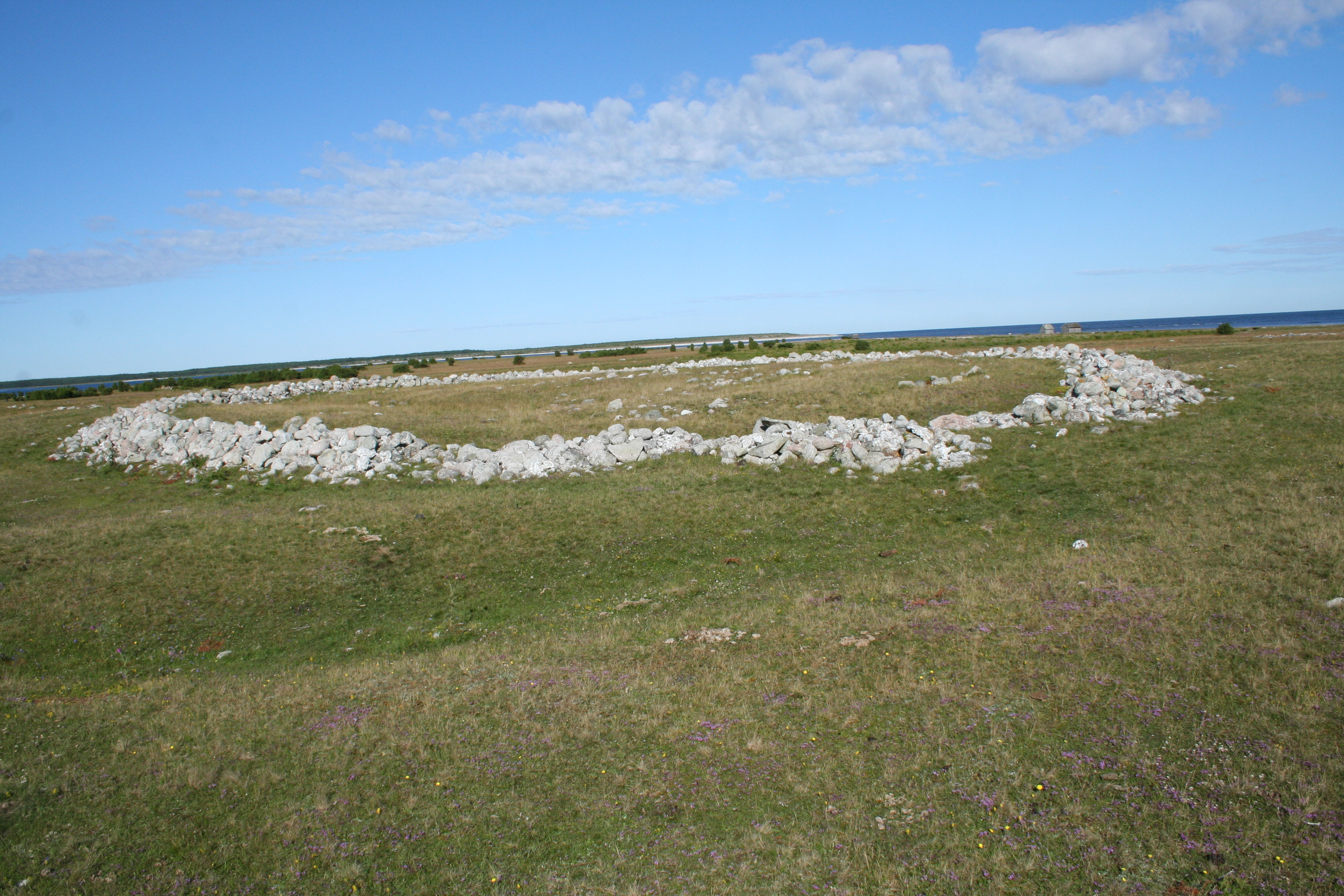
„Kyrkogården“ auf Norsholmen

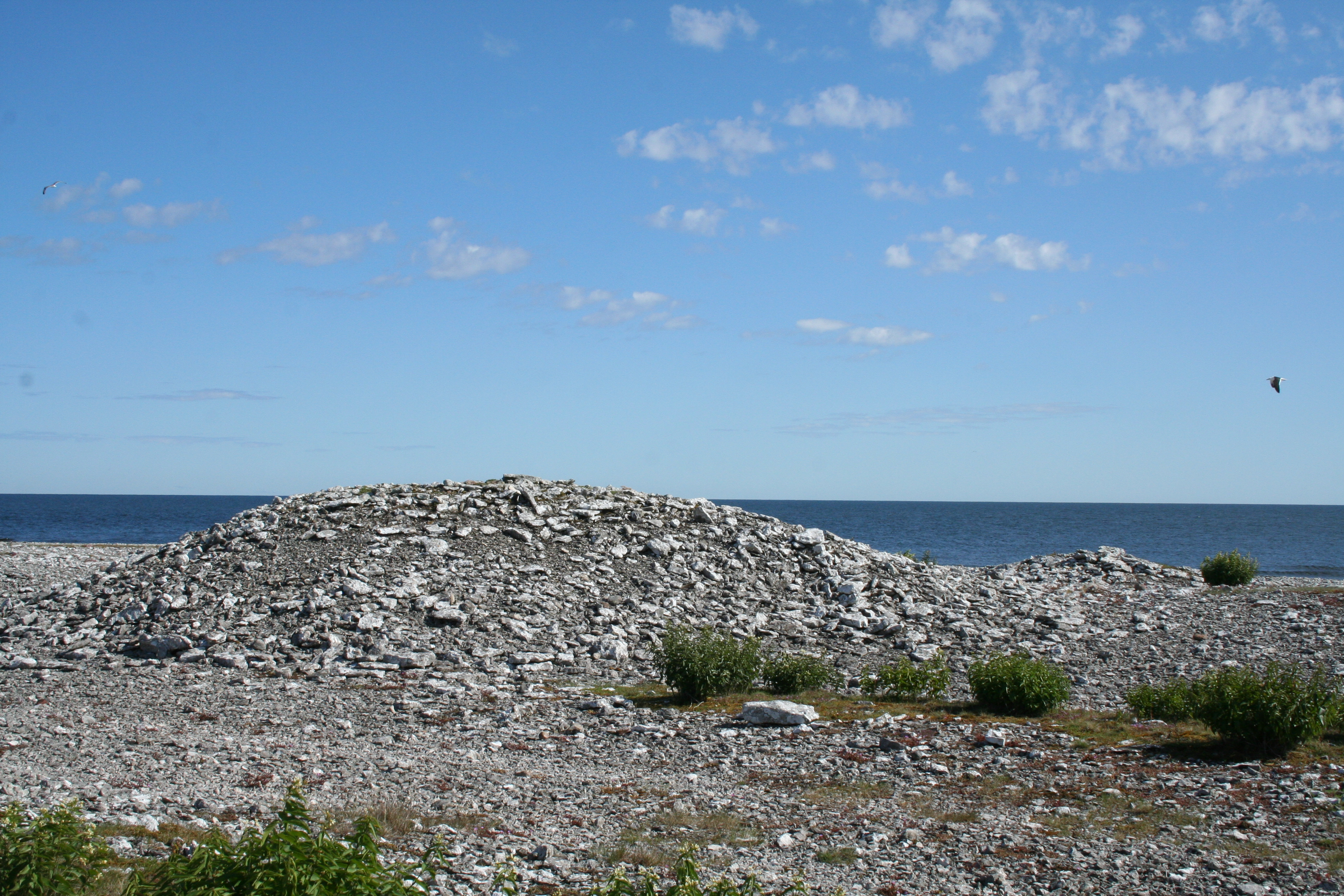
Röse auf Norsholmen

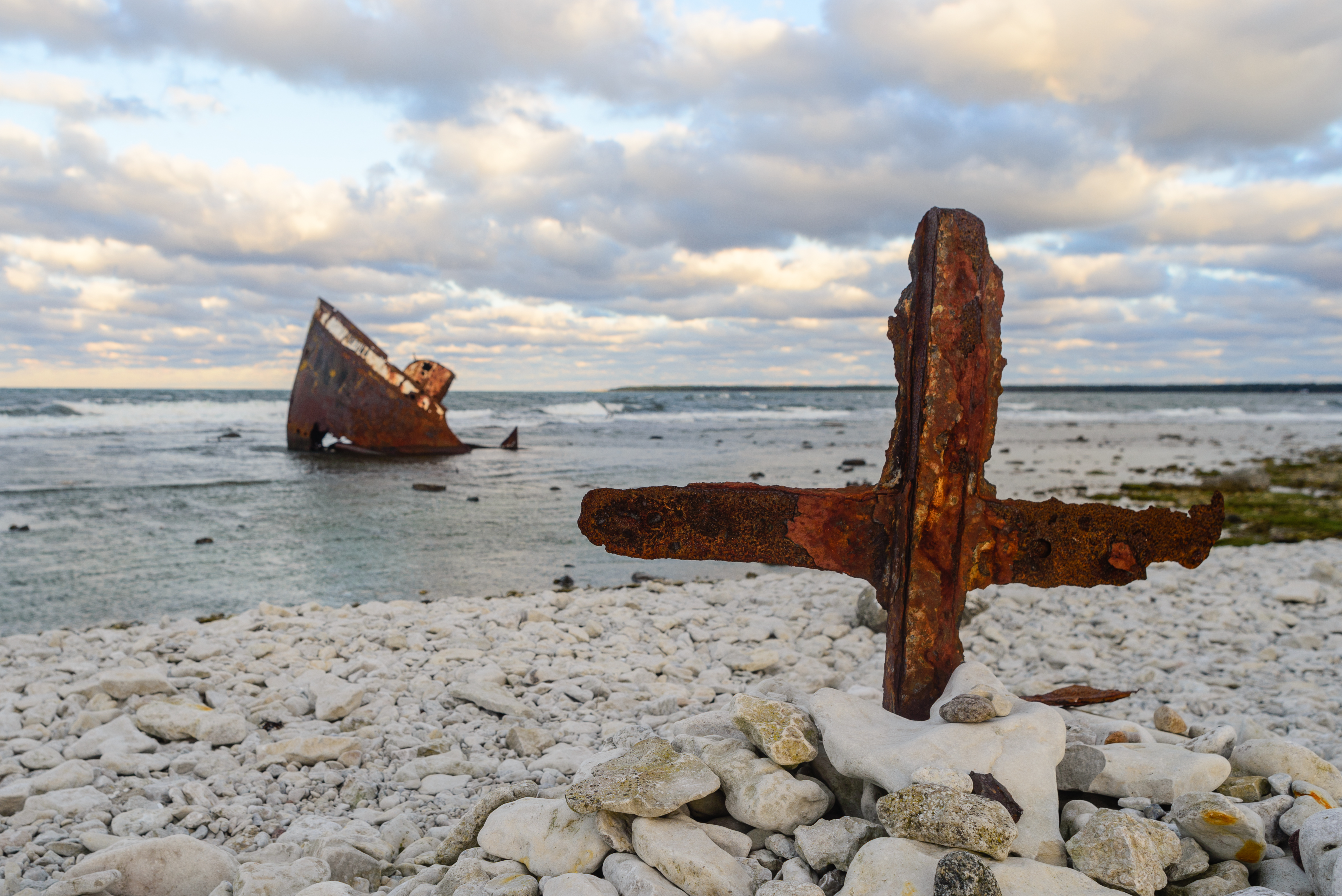
Wrack des deutschen Schiffs Fortuna.

Norsholmen ist eine Halbinsel in der Gemeinde Gotland und in Gotlands län, die im Norden der gotländischen Nachbarinsel Fårö liegt.
Die Nordspitze der Halbinsel bildet den nördlichsten Punkt von Fårö. im 18. Jahrhundert war Norsholmen noch eine eigene Insel, was sich im heutigen auf „holm“ endenden Namen widerspiegelt. Im Schwedischen bedeutet „en holm“ „eine Insel“ und „holmen“ „die Insel“.  Damals wurde diese Insel auch „Fenikkeholmen“ genannt. Die Landhebung brachte es mit sich, dass diese Insel sich in eine Halbinsel verwandelte, die heute die Buchten Tällevika und Ajkesvik trennt.

## Natur
Norsholmen ist seit 1967 ein Vogelschutzgebiet und große Teile der Halbinsel dürfen deshalb jeweils vom 15. März bis zum 15. Juli nicht betreten werden. Das Vogelschutzgebiet ist 137,3 ha groß und auch als Natura-2000-Gebiet anerkannt. Das Gebiet ist vor allem als Ort für rastende und durchreisende Vögel bekannt. Im Frühling kommen hier unter anderem große Zahlen von Meeresvögeln und Watvögeln (lateinisch charadrii) vorbei. Gegen Ende Mai kann man große Schwärme von Ringelgänsen auf dem Weg zu ihren arktischen Brutplätzen vorbeiziehen sehen. Die Brutvogelfauna besteht unter anderem aus Watvögeln wie Säbelschnäbler, Steinwälzer, Kampfläufer und Alpenstrandläufer sowie aus Seeschwalben wie Küstenseeschwalbe und Zwergseeschwalbe. Zum Monatswechsel Juli/August halten sich Schwärme von Brandseeschwalben auf der Halbinsel auf.
Norsholmen ist eine flache Halbinsel mit niedriger Vegetation, die aus verstreuten Wacholderbüschen und weiträumigen Trocken- und Feuchtwiesen besteht. Auf feuchtem Gelände wächst sesleria uliginosa (schwedisch älväxing), Blaues Pfeifengras, Blaugrüne Segge und Hirse-Segge. In den trockenen Bereichen dominiert Echter Schaf-Schwingel, Kleines Mädesüß, Sand-Thymian, Ulmåra, Rundblättrige Glockenblume, Stängellose Kratzdistel, Echter Wundklee, Gewöhnlicher Hornklee und Golddistel. Auf Norsholmen befindet sich auch das einzige Vorkommen der seltenen Einfachen Mondraute (lateinisch botrychium simplex).,
auf Gotland Entlang der Landzunge dominieren Kalksteinstrände, auf denen nur Ruprechtskraut wachsen kann.

## Industrieruinen
Die auffälligste Landmarke auf Norsholmen ist eine Industrieruine aus den 1910er Jahren. Während des Ersten Weltkriegs wurde hier ein Verladehafen für gotländischen Kalkstein gebaut. Die Anlage wurde nach einer Betriebszeit von nur wenigen Jahren stillgelegt, wahrscheinlich weil der Kalk keine ausreichende Qualität hatte. Heute sind noch die Betonfundamente und drei große Steinhaufen auf der südöstlichen Küste der Halbinsel übrig. Der Kalk wurde auf einer schmalspurigen Eisenbahn nach Norsholmen transportiert, deren Bahndamm heute als Wanderweg verwendet wird.

## Archäologische Fundplätze
Auf Norsholmen befinden sich zwei Gräberfelder. Bei Västra riv, entlang der Landzunge, befindet sich ein Gräberfeld mit sieben Rösen und drei runden Steinsetzungen. Außerdem befindet sich bei Karriv auf der östlichen Landzunge der Halbinsel ein weiteres Gräberfeld, das aus 18 Steinsetzungen besteht. Mitten auf der Halbinsel liegt der Kyrkogården, ein mittelalterlicher Kirchhof, der von einer Ringmauer umgeben ist und einen Durchmesser von ungefähr 35 m hat.

## Seeschifffahrt
Mehrere Schiffswracks befinden sich vor der Küste von Norsholmen. Das deutsche Frachtschiff Fortuna, das in einem Herbststurm im Jahr 1969 sank, ragt vor der Halbinsel deutlich aus dem Wasser. Das Schiff transportierte damals Natriumhydroxid von Örnsköldsvik nach Antwerpen.
Weit draußen auf der Halbinselspitze befindet sich ein kleiner Fachwerk-Leuchtturm, Norsholmens fyr. Direkt daneben befindet sich auf dem Land das Schifffahrtszeichen Norsholmens stång.